# (4577) Chikako
(4577) Chikako est un astéroïde de la ceinture principale.

## Description
(4577) Chikako est un astéroïde de la ceinture principale. Il fut découvert le 30 novembre 1988 à Yatsugatake par Yoshio Kushida et Masaru Inoue. Il présente une orbite caractérisée par un demi-grand axe de 2,62 UA, une excentricité de 0,29 et une inclinaison de 9,4° par rapport à l'écliptique.

## Compléments